# Figli dell'orrore... Atto finale
Figli dell'orrore... Atto finale è il dodicesimo e ultimo libro della saga di Darren Shan dell'omonimo scrittore inglese.

## Trama
Dopo che Darren ha scoperto che Darius è suo nipote, si rifiuta di ucciderlo. Mentre Harkat e Debbie aiutano Evra a riportare il cadavere del figlio al Circo degli Orrori, Darren, Vancha, Alice, Evanna e Darius fanno ritorno alla casa della famiglia di Darren. Il vampiro racconta alla sorella Annie la storia della sua vita da quando si è finto morto e che Darius dovrà uccidere per nutrirsi di sangue. Per salvare il bambino Darren riesce a de-vampirizzarlo in un mezzo-vampiro, per poi scoprire che il Circo degli Orrori è stato circondato dalla polizia. Dopo aver detto addio alla sua famiglia, Darren fa ritorno al Circo deciso a uccidere la sua nemesi una volta per tutte.
Mentre l'esercito di Alice e Debbie tiene a bada gli agenti, Darren e Vancha combattono i Vampiri Killer assieme ai membri del Circo degli Orrori; lo scontro volge a favore dei vampiri, quindi Steve e Gannen fuggono inseguiti da Shan e Vancha. I due cacciatori sono in svantaggio a causa dell'indebolimento di Darren e della ferita di March, ma interviene Reggie Veggie che mette fuori combattimento Gannen avendo compreso la follia del suo signore dopo l'uccisione dell'innocente Shancus Von. Steve uccide il Vampiro Killer, quindi lui e Darren si confrontano in uno scontro diretto in cui Darren ha la meglio.
Mr. Tiny compare e si congratula con Darren, invitandolo ad accettare il suo ruolo di Signore delle Tenebre, ma Lady Evanna gli fa notare che Shan non si unirà mai a lui volentieri. Al che Tiny rivela che Darren e  Steve sono entrambi suoi figli, generati per portare il mondo alla guerra e il conflitto. Evanna è indignata, mentre Darren capisce che l'unico modo per impedire al suo destino di avverarsi è morire, quindi si fa pugnalare dal già ferito Steve e si getta con lui nel fiume, facendo soccombere entrambi.
L'anima di Darren finisce nel Lago delle Anime dove quasi impazzisce, finché Evanna non lo salva e gli spiega siano passati millenni; ora si trovano in un futuro governato da draghi e il destino dell'umanità e incerto. Si tratta solo di uno dei futuri possibili, in quanto nel presente la guerra imperversa ancora mentre Harkat, Vancha e Gannen Harst stanno cercando di contrattare per ottenere la pace, contro il volere di Tiny che vorrebbe la distruzione dell'umanità da parte di vampiri e Vampiri Killer. A dispetto del sacrificio di Darren, Tiny ha tentato di convincere Evanna a generare un figlio con un vampiro o un Vampiro Killer in modo da portare le due fazioni a un ulteriore conflitto e lei adesso accetta se in cambio Darren verrà rilasciato, ritenendo non meriti il suo crudele destino e il suo essere vittima degli schemi di Tiny.
Tuttavia anche Evanna, ispirata dal sacrificio di Darren, ha deciso di rigettare il proprio destino segnato: è rimasta incinta di due gemelli, uno di Vancha e l'altro di Gannen Harst, così da unire le due razze e portarle alla pace.
Darren ed Evanna giungono alla casa di Mr. Tiny, dove Darren viene dolorosamente trasformato in un membro del Piccolo Popolo per uscire dal Lago delle Anime. Come parte dell'accordo tra padre e figlia, Darren viene rimandato indietro nel tempo alla notte in cui visitò da bambino umano il Circo degli Orrori per la prima volta. Poi spaventa il suo giovane sé facendolo fuggire prima che possa origliare la conversazione tra Steve e Mr. Crepslye e rubare Madame Octa, impedendogli di diventare vampiro: la persona che prenderà il posto di Darren non sarà responsabile delle sue azioni e avrà l'accesso al Paradiso.
Come ultima arma, Evanna consegna a Darren i diari che lui ha scritto per gran parte della sua vita affinché lui li consegni a Mr. Tall, direttore del Circo degli Orrori, chiedendogli di consegnarli all'altro sé stesso quando diventerà adulto. La storia verrà pubblicata prima che si scateni la guerra tra vampiri e Vampiri Killer, svelando al mondo che sono stati solo manipolati e portandoli a non combattere più.
Concluso il suo lavoro, Darren si dirige a un teatro abbandonato dove ripensa ai compagni che ha perso e lo hanno accompagnato lungo la sua tormentata esistenza; spira infine tranquillamente e la sua anima va in Paradiso.